# Українські Робітничі Вісті
«Українські Робітничі Вісті» — газета, що виходила 1919—37 у Вінніпезі, спершу прокомуністична, з 1924 орган української групи Комуністичної партії Канади; тижневик, півтижневик, тричі на тиждень і (з 1935) щоденник; наклад бл. 10000. Редактори: Д. Лобай (до 1935), М. Шатульський, М. Попович. 1937 «Українські робітничі вісті» змінили назву на «Народна газета». 1940 заборонена канандським урядом. В середині 20-х років до газети дописував Юрко Тютюнник.